# ヒカシュー (アルバム)
『ヒカシュー』（ひかしゅー）は、ヒカシューの1枚目のオリジナル・アルバム。1980年2月5日にイーストワールド/東芝EMIより発売。
ジャケットは、一発撮りの俯瞰写真である。

## 概要
- ヒカシューのデビュー・アルバム。
- 1988年12月24日は、2ndアルバム『夏』との2枚組仕様の『ヒカシュー＋夏』で初CD化された。
- 1990年10月10日に初めて単独でCD化された際には、「ドロドロ」と「白いハイウェイ」の2曲を追加した「ヒカシュー＋2」として発売された。

## 楽曲解説
特記事項なき限り、本節の出典は『ヒカシュー＋2』のライナー・ノーツ。
レトリックス&ロジックス
歌詞は、巻上の愛読書であるポール・グッドマンの「ことば・そして文学」から着想を得たという。
モデル
クラフトワークのカバー。アルバム発売の2年後となる1982年にシングルカットされているほか、クラフトワークのトリビュート・アルバムの『ミュージック・ノン・ストップ ～トリビュート・トゥ・クラフトワーク』には再録音源が収録されている。
ルージング・マイ・フューチャー
当時のライブでは、ブライアン・イーノのカバーとして演奏されていた「ベイビーズ・オン・ファイヤー」とメドレーで披露されていた。
テイスト・オブ・ルナ
ライブでは、歌詞中の「君のモモ」を「君の足」と変えて歌っていた。
20世紀の終りに
1979年に発売されたデビューシングルの表題曲。米沢玩具「サイコム」CMソング。
プヨプヨ
作曲の山下は、この曲を10分で制作したという。後にセカンドシングル「白いハイウェイ」のB面に収録される。
炎天下
歌詞が存在する曲であるが、どの媒体で発売時にも歌詞カードに歌詞が掲載されたことはなく、非公表となっている。海琳正道は、元々自身のブルースバンドでやろうとしたが、「かっこ悪い」と思ったため、使わなかった
何故かバーニング
歌詞中にジークムント・フロイトとエーリヒ・フロムの2人の心理学者の名前が登場する。
雨のミュージアム
歌詞中に登場するエゴン・シーレは、巻上が最も敬愛する画家である。
幼虫の危機
1978年に企画された演劇のために書き下ろされた曲。

### ヒカシュー＋2の収録曲
ドロドロ
作詞：巻上公一　作曲：井上誠
「20世紀の終りに」のB面に収録された楽曲。
白いハイウェイ
作詞：巻上公一　作曲：作詞：巻上公一、海琳正道
2ndシングルの表題曲でアルバム未収録のシングルオンリー曲。『クラリオン』CMソング。イントロで、エンニオ・モリコーネの「続・夕陽のガンマン」のフレーズが引用されている。

## 収録曲
- 全編曲：ヒカシュー

| #   | タイトル                           | 作詞     | 作曲             | 時間 |
| --- | ---------------------------------- | -------- | ---------------- | ---- |
| 1.  | 「レトリックス＆ロジックス」       | 巻上公一 | 巻上公一         | 3:29 |
| 2.  | 「モデル」                         | 巻上公一 | クラフトワーク   | 3:01 |
| 3.  | 「ルージング・マイ・フューチャー」 | 海琳正道 | 巻上公一         | 2:51 |
| 4.  | 「テイスト・オブ・ルナ」           | 巻上公一 | 戸辺哲           | 3:22 |
| 5.  | 「20世紀の終りに」                 | 巻上公一 | 巻上公一         | 2:42 |
| 6.  | 「プヨプヨ」                       | 巻上公一 | 山下康           | 5:32 |
| 7.  | 「ラヴ・トリートメント」           | 巻上公一 | 巻上公一         | 3:55 |
| 8.  | 「炎天下」                         | 巻上公一 | 海琳正道         | 2:46 |
| 9.  | 「何故かバーニング」               | 巻上公一 | 巻上公一         | 2:47 |
| 10. | 「ヴィニール人形」                 | 戸辺哲   | 井上誠・巻上公一 | 4:10 |
| 11. | 「雨のミュージアム」               | 巻上公一 | 海琳正道         | 2:39 |
| 12. | 「幼虫の危機」                     | 巻上公一 | 山下康           | 4:39 |

## リリース履歴
| リリース日     | レーベル                 | 規格 | 規格品番   | 備考 |
| -------------- | ------------------------ | ---- | ---------- | ---- |
| 1980年2月5日   | イーストワールド/東芝EMI | LP   | EWS-81292  |      |
| 1980年         | イーストワールド/東芝EMI | CT   | ZR25-382   |      |
| 1990年10月10日 | イーストワールド/東芝EMI | CD   | CT25-5571  |      |
| 1993年3月3日   | イーストワールド/東芝EMI | CD   | TOCT-6979  |      |
| 1997年7月25日  | ユニバーサルミュージック | CD   | TOCT-10049 |      |
| 2012年4月8日   | Bridge                   | CD   | EGDS-41    |      |

## 参加ミュージシャン
ヒカシュー
- 巻上公一 - ボーカル（#4以外）、ベース、
- 海琳正道 - ギター
- 井上誠- シンセサイザー、メロトロン
- 山下康 - シンセサイザー、リズムマシン
- 戸辺哲 - サックス、ギター、ボーカル（#4）

ゲストメンバー
- 高木利夫 - ドラムス（#1、#7、#9）
- 泉水敏郎 - ドラムス（#2、#3、#4、#11）
- 若林忠宏 - シタール（#6）、口琴[3] (#8)

## アルバムへの評価
相対性理論（Ba.真部脩一）「もしもヒカシューが現れなかったとしたら、クレオパトラの鼻は、もう少し低かったかもしれない」。